# Aphelasterias japonica
Aphelasterias japonica är en sjöstjärneart som först beskrevs av Bell 1881.  Aphelasterias japonica ingår i släktet Aphelasterias och familjen trollsjöstjärnor. Inga underarter finns listade i Catalogue of Life.